# Saint-Vérain
Saint-Vérain és un municipi francès, situat al departament del Nièvre i a la regió de Borgonya - Franc Comtat. L'any 2007 tenia 369 habitants.

## Demografia

### Població
El 2007 la població de fet de Saint-Vérain era de 369 persones. Hi havia 169 famílies, de les quals 59 eren unipersonals (34 homes vivint sols i 25 dones vivint soles), 55 parelles sense fills, 42 parelles amb fills i 13 famílies monoparentals amb fills.
La població ha evolucionat segons el següent gràfic:
Habitants censats

### Habitatges
El 2007 hi havia 275 habitatges, 173 eren l'habitatge principal de la família, 85 eren segones residències i 17 estaven desocupats. 269 eren cases i 4 eren apartaments. Dels 173 habitatges principals, 146 estaven ocupats pels seus propietaris, 18 estaven llogats i ocupats pels llogaters i 9 estaven cedits a títol gratuït; 2 tenien una cambra, 14 en tenien dues, 36 en tenien tres, 50 en tenien quatre i 72 en tenien cinc o més. 110 habitatges disposaven pel capbaix d'una plaça de pàrquing. A 73 habitatges hi havia un automòbil i a 81 n'hi havia dos o més.

### Piràmide de població
La piràmide de població per edats i sexe el 2009 era:
| Homes | Edats   | Dones |
| ----- | ------- | ----- |
| 0     | 95 o +  | 0     |
| 0     | 90 a 94 | 0     |
| 4     | 85 a 89 | 0     |
| 0     | 80 a 84 | 4     |
| 12    | 75 a 79 | 12    |
| 4     | 70 a 74 | 12    |
| 24    | 65 a 69 | 8     |
| 8     | 60 a 64 | 4     |
| 0     | 55 a 59 | 16    |
| 8     | 50 a 54 | 12    |
| 24    | 45 a 49 | 24    |
| 8     | 40 a 44 | 8     |
| 4     | 35 a 39 | 4     |
| 20    | 30 a 34 | 12    |
| 4     | 25 a 29 | 8     |
| 16    | 20 a 24 | 12    |
| 24    | 15 a 19 | 12    |
| 8     | 10 a 14 | 0     |
| 16    | 5 a 9   | 4     |
| 8     | 0 a 4   | 0     |

## Economia
El 2007 la població en edat de treballar era de 233 persones, 171 eren actives i 62 eren inactives. De les 171 persones actives 155 estaven ocupades (85 homes i 70 dones) i 16 estaven aturades (11 homes i 5 dones). De les 62 persones inactives 28 estaven jubilades, 6 estaven estudiant i 28 estaven classificades com a «altres inactius».

### Ingressos
El 2009 a Saint-Vérain hi havia 163 unitats fiscals que integraven 354 persones, la mediana anual d'ingressos fiscals per persona era de 17.836 €.

### Activitats econòmiques
Dels 12 establiments que hi havia el 2007, 2 eren d'empreses de fabricació d'altres productes industrials, 1 d'una empresa de construcció, 1 d'una empresa de comerç i reparació d'automòbils, 1 d'una empresa de transport, 2 d'empreses immobiliàries, 3 d'empreses de serveis, 1 d'una entitat de l'administració pública i 1 d'una empresa classificada com a «altres activitats de serveis».
Dels 4 establiments de servei als particulars que hi havia el 2009, 1 era una oficina de correu, 1 guixaire pintor, 1 perruqueria i 1 agència immobiliària.
L'any 2000 a Saint-Vérain hi havia 11 explotacions agrícoles que ocupaven un total de 832 hectàrees.

## Equipaments sanitaris i escolars
El 2009 hi havia una escola elemental integrada dins d'un grup escolar amb les comunes properes formant una escola dispersa.

## Poblacions més properes
El següent diagrama mostra les poblacions més properes.